# Сикиана (язык)
Сикиана (Chikena, Chiquena, Chiquiana, Shikiana, Sikiâna, Sikiuyana, Sikiyana, Sikïiyana, Tshikiana, Xikiyana, Xikujana) — карибский язык, на котором говорят между рекой Риу-Кафуйни и истоками рек Итапи и Туруна на границе с Суринамом штата Пара в Бразилии, а также в деревне Квамаласамуту на реке Сипаливини в Суринаме. Сикиана был разговорным в Венесуэле в одно время, и в настоящее время, вероятно, исчез там.
Кашуйана (Kachuana, Kashujana, Kashuyana, Kaxuiâna, Kaxúyana, Warikiana, Warikyana) — вымерший диалект, на котором говорили вблизи периментального норте реки Имабу, на реке Тромбетес неподалёку от перекрёстка с рекой Мапувера. Имеет диалект павияна (павиши) и отнесён к языку тирийо.